# Kanada-Kommando

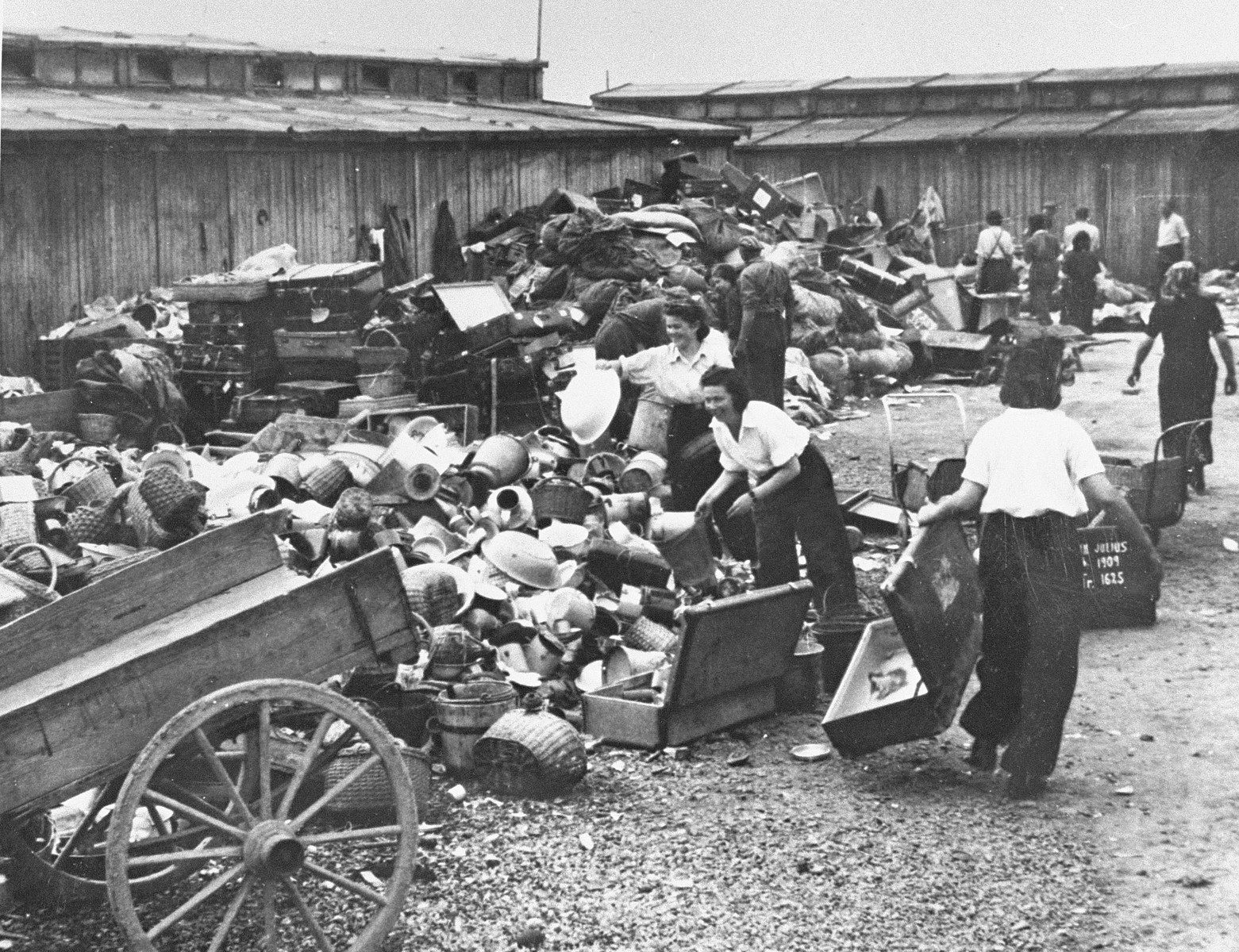
Sortering van goederen.

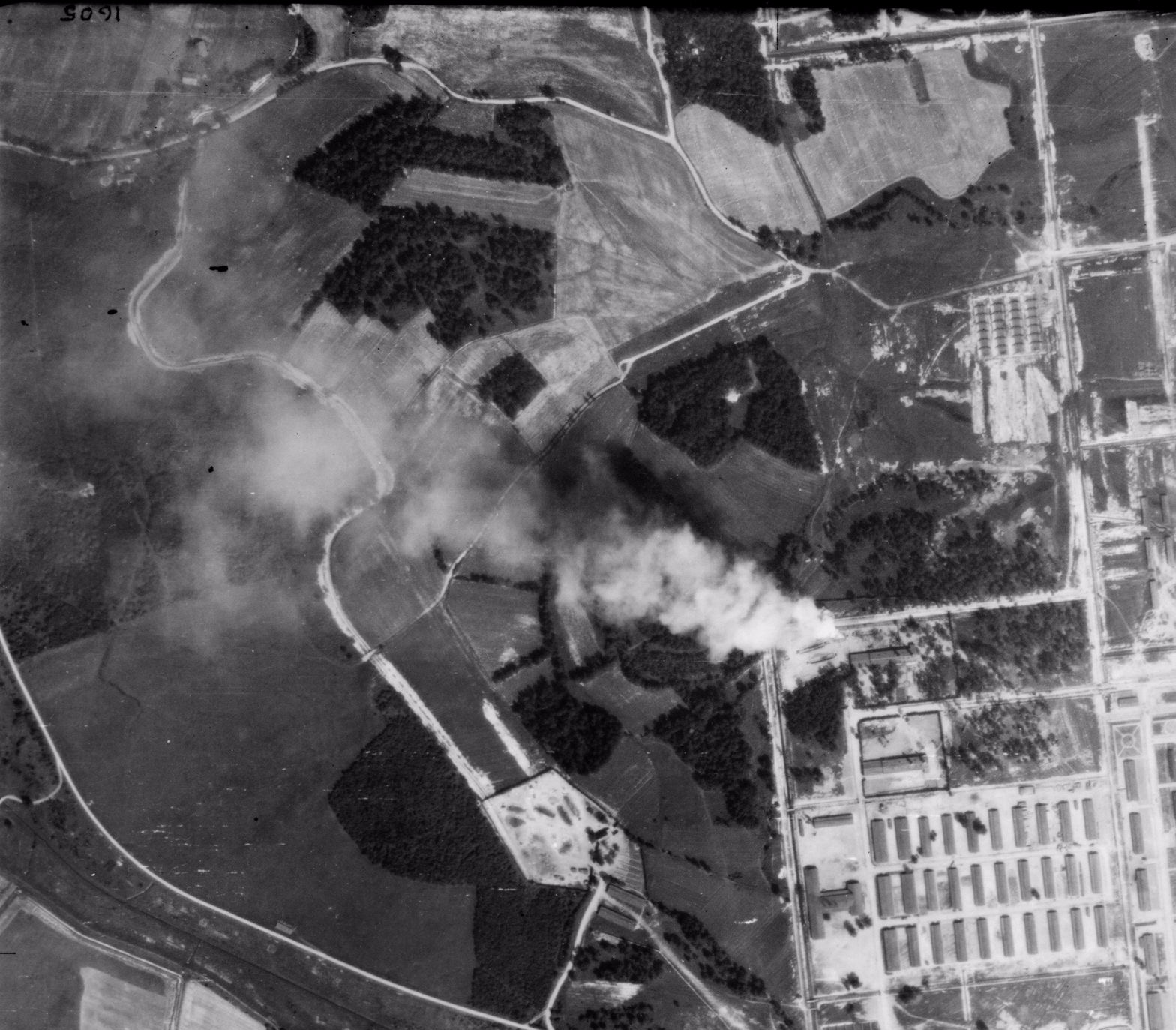
Luchtfoto van Auschwitz-Birkenau uit augustus 1944 met rechts onder de barakken van Kanada II. De rook is afkomstig van lijken die verbrand worden.

Het Kanada-Kommando was een tijdens de Tweede Wereldoorlog in concentratiekamp in Auschwitz I en later ook in Auschwitz-Birkenau ingestelde groep, bestaande uit willekeurig door de SS aangewezen - vooral vrouwelijke - Joodse gevangenen. Hun taak bestond er uit om de bagage van nieuw toegekomen gevangenen te doorzoeken op geld en juwelen. Deze moesten ze dan in een afgesloten doos met gleuf steken. De bezittingen werden verder verwerkt in aparte barakken.
Het kampgedeelte waar deze gevangen woonden kreeg de naam ‘Kanada’, omdat Canada de naam had een rijk land te zijn.

## Leden en taken
De leden van het Kanada-Kommando kwamen uit alle Europese landen waar Joden uit gedeporteerd waren. Zij hadden een eigen barak en daardoor een relatief beschermde functie. Het haar van de vrouwen werd niet afgeschoren, ze droegen een normaal uitziend uniform (wellicht om de aangekomen transporten niet te verontrusten) en tussen de bagage van de net gearriveerde gevangenen vonden ze dikwijls voeding. Doordat ze deze voeding meestal mochten houden, waren de meeste gevangenen die in Kanada werkten relatief gezond. De SS-bewakers vonden het wel goed dat zij de aangetroffen voedingsmiddelen opaten, maar vervoer naar de andere gevangenen van Auschwitz was verboden.
Bij het werk werden af en toe dode baby's aangetroffen tussen de kleding. Ook troffen ze soms eigendommen aan van familieleden. Vanuit de barakken hadden ze, met name in Kanada II, zicht op een van de crematoria, zagen ze de gedeporteerde Joden daar heen lopen en hoorden ze de wanhoopskreten.
Het deel van het Kanada-Kommando dat op het perron in Auschwitz aanwezig was, had als taak, de gedeporteerden tot spoed aan te manen, alle bagage die zij bij zich hadden, op wagens te laden (daarbij werd gezegd, dat elk zijn bezittingen terug zou krijgen), en behulpzaam te zijn bij het instappen in de auto’s (meestal vrachtauto’s, soms autobussen) waarmee diegenen die voor de onmiddellijke vergassing bestemd waren, afgevoerd zouden worden. Die bestemming - de gaskamers - was alle leden van het Kanada-Kommando bekend. Soms gaven zij weleens waarschuwingen door in de zin van: ‘U moet niet met de auto’s gaan’, of (tegen jonge mensen): ‘Zeg straks dat je achttien bent’, soms zeiden ze tegen jonge moeders die een zuigeling of een kleuter droegen: ‘Laat uw kind door een oudere vrouw dragen’, maar verder gingen zij niet. Wie dat wel deed, werd, als het gemerkt was, terstond gearresteerd, gemarteld en gedood.
Soms werden mannelijke leden van het Kanada-Kommando opgeroepen om op het perron van aankomst lijken uit te laden, als er tijdens de treinreis in de goederenwagons veel mensen waren overleden.
Verder werd in de barakken alle kleding en schoeisel verzameld en opgeslagen. Alle onderdelen die naar de oorspronkelijke eigenaar verwezen werden verwijderd, en ook de jodenster.
In de loodsen werd de kleding voor het verdere transport gesorteerd en verpakt. Op die loodsen stond de naam Kanada geverfd.
Leden van het Kommando werden van tijd tot tijd vervangen en vermoord, omdat ze te veel wisten van de massavernietigingen.

## Werkwijze

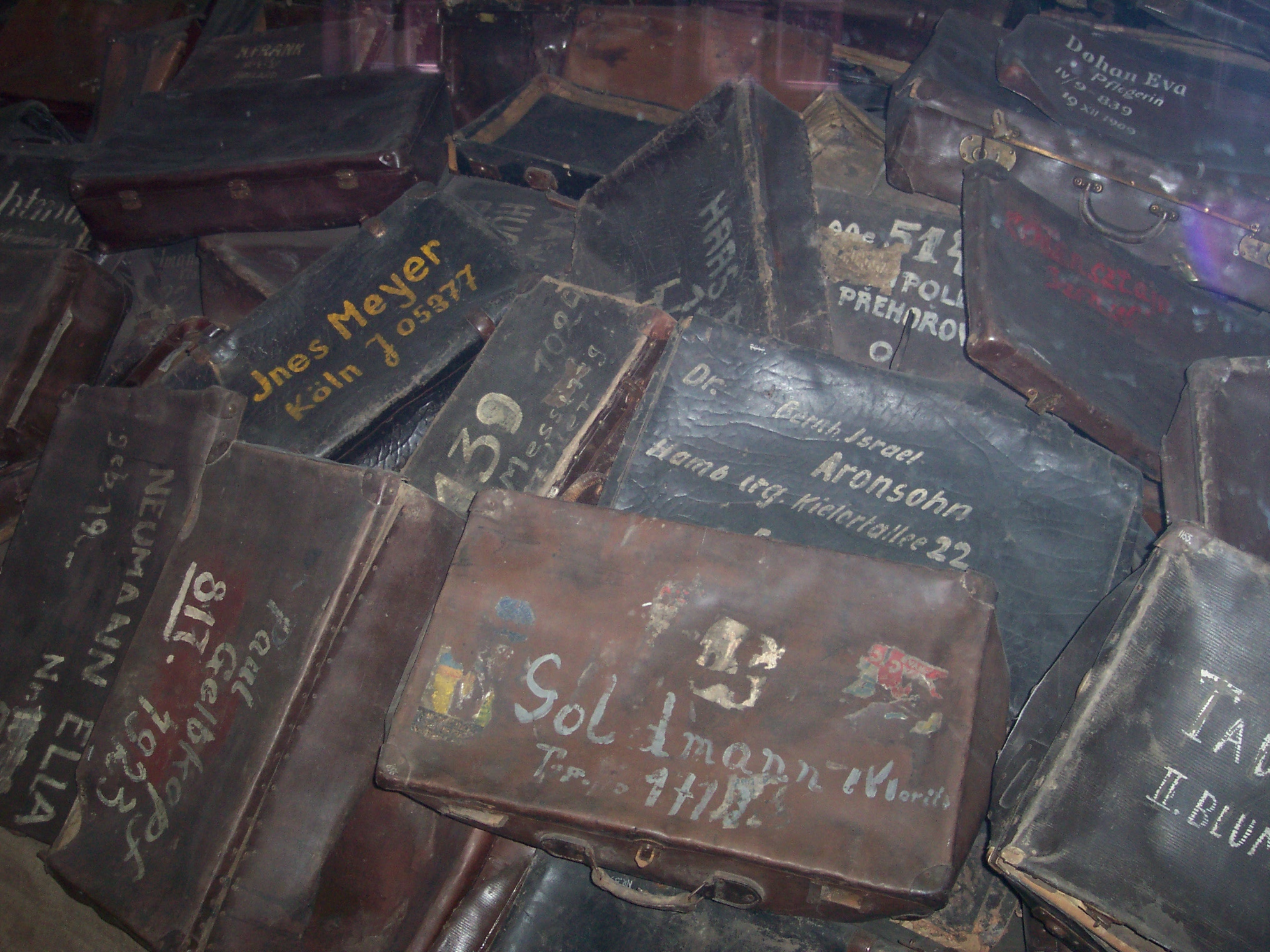
Koffers van Joden die ingenomen werden bij aankomst en verwerkt door het Kanada-Kommando

De gevangenen, meestal Joden, die niet geselecteerd werden om te werken in het concentratiekamp Auschwitz moesten hun bagage inleveren zodra ze aankwamen met een transport. Nadat deze in de gaskamers waren vermoord, onderzochten andere gevangenen, namelijk die van het Sonderkommando, de kleding voor kostbaarheden. Zij doorzochten ook de lichaamsopeningen van de vermoorde mensen. Gouden tanden werden uitgebroken. Het eigendom van de vermoorde persoon werd in beslag genomen door het Kanada-Kommando, waar het werd gesorteerd en tijdelijk opgeslagen.
De waardevolle spullen en kleding werden vervolgens naar nazi-Duitsland getransporteerd voor verder gebruik. Edele metalen en geld gingen rechtstreeks naar de Reichsbank. Luxegoederen zoals cacao en alcohol werden opgeëist door de SS van het kamp.
Het geld en de juwelen werden naar Berlijn getransporteerd voor de oorlogsinspanning en de kleding werd uitgedeeld aan de Duitse bevolking.
Zowel de SS'ers als de gevangenen van het Kommando stalen goederen.

## Locaties
Het Kanada-Kommando was aanvankelijk in Auschwitz I ondergebracht, maar werd in januari 1943 naar Birkenau verplaatst, naar barakken vlak naast de grote crematoria.
Kanada I, bestaande uit verschillende barakken, bevond zich ten noordwesten van het hoofdkamp van het concentratiekamp Auschwitz . Het werd van 1942 tot 1943 gebruikt met twee ploegen van in totaal 1.600 concentratiekampgevangenen. Na de ingebruikname van Kanada II werkten er in Kanada I slechts 210 gevangenen.

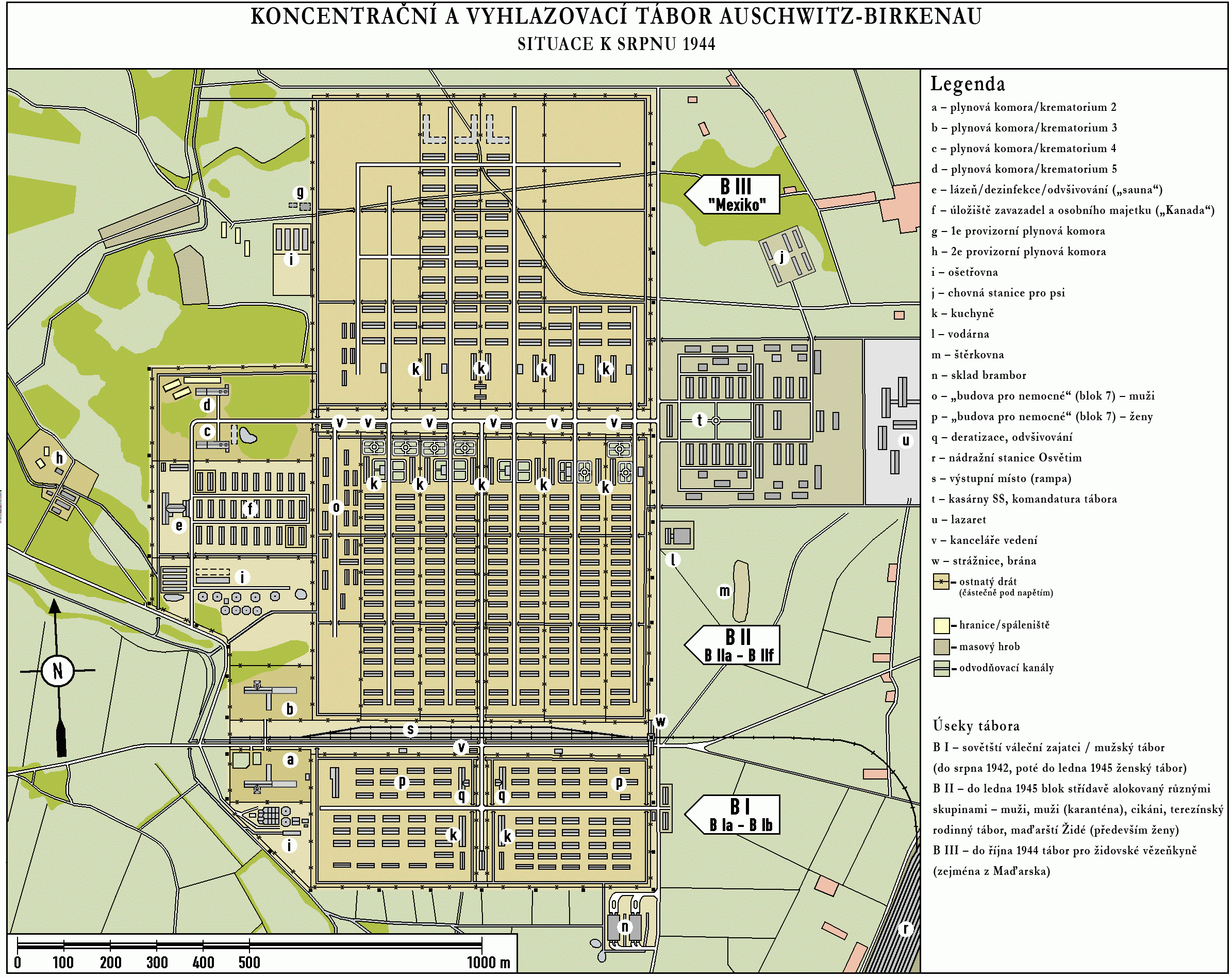
Kaart van Auschwitz Birkenau in 1944. Kanada II is aangeduid met de letter f.

Omdat Kanada I niet meer toereikend was om de grote hoeveelheid bezittingen van vermoorde Joden te verwerken werd in Auschwitz-Birkenau een nieuw complex met 30 barakken met magazijnen gebouwd en geopend in december 1943, Kanada II, ook wel Effektenlager genoemd. De barakken lagen tussen Crematoria III en IV in. Voor het grootste deel werden deze barakken gebruikt voor de opslag en het sorteren van de bezittingen van de slachtoffers van de Holocaust, die zij hadden meegenomen naar het concentratiekamp. De bezittingen van de niet-joodse geregistreerde gevangenen werden daar ook heen gebracht. De gevangenen van het Kanada-Kommando waren daar gehuisvest en er waren eveneens kantoren van de SS op de locatie. In dit gedeelte van het kamp bevond zich ook de "Centrale Sauna", waar nieuwe gevangenen werden ontluisd en gedesinfecteerd. Ook hun kleding werd afgenomen en vervangen door kampkleding. In Kanada II werkten bijna 600 gevangenen in juli 1944  Na de aankomst van duizenden gedeporteerde Hongaarse Joden werd het aantal vrouwen verhoogd naar 1000 gevangenen. Vanaf begin oktober 1944 werkten er 815 vrouwelijke gevangenen en enkele honderden mannelijke gevangenen. De Holocaustoverlevenden Kitty Hart-Moxon en Krystyna Żywulska werkten in het Kanada-Kommando.
Toen de barakken in Kanada I en II niet meer groot genoeg waren om de vele geplunderde goederen te huisvesten, werden de bezittingen van de slachtoffers van de Holocaust tijdelijk opgeslagen in andere delen van het kamp of zelfs in de open lucht.

## Einde van de oorlog

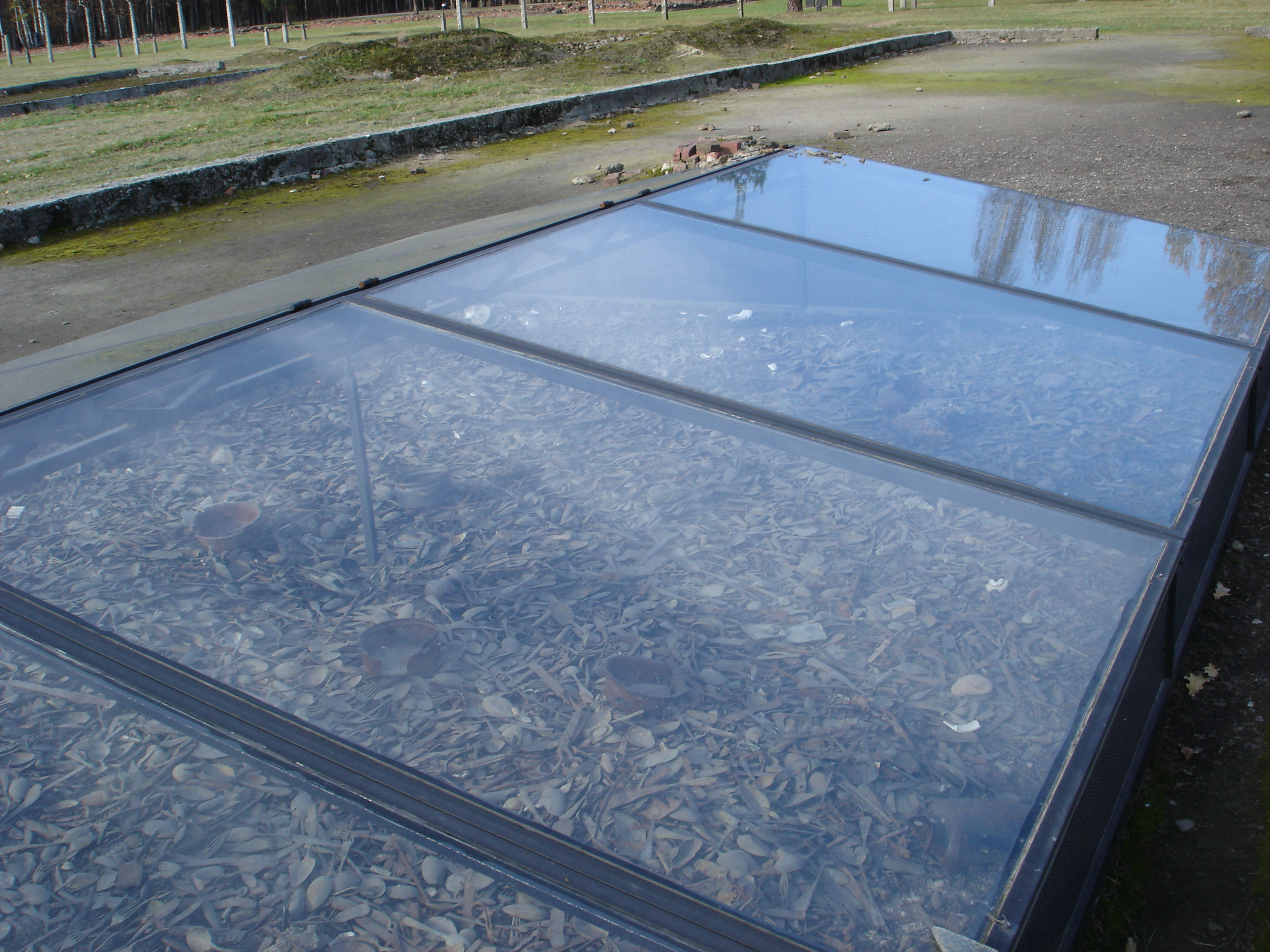
Overblijfselen van Kanada, gesorteerd metaal, vooral bestek

Als onderdeel van de " evacuatie " van het concentratiekamp Auschwitz op 23 januari 1945, staken SS'ers dertig barakken vol persoonlijke bezittingen van vermoorde gevangenen in brand. De loodsen waren na enkele dagen volledig afgebrand. Dit was onderdeel van de pogingen om de sporen van de grootschalige misdaden van de nazi's te verbergen. Bovendien wilden de nazi's voorkomen dat de kostbaarheden in handen zouden vallen van het oprukkende Rode Leger. Nadat het kamp was bevrijd, waren er nog steeds tienduizenden kledingstukken en alledaagse voorwerpen in twee van de zes barakken van Kanada I die niet waren verbrand. Daarnaast stonden er zeven treinwagons met kleding en beddengoed op de railhelling van het concentratiekamp Auschwitz-Birkenau.